# STRAIGHT JET
「STRAIGHT JET」（ストレート・ジェット）は、栗林みな実の楽曲。 自身が作詞、菊田大介が作曲を手掛けた。栗林の23枚目のシングルとして2011年1月26日にLantisから発売された。

## 概要
栗林のシングルとしては前作「冥夜花伝廊」から約1年ぶりのリリース。初回生産分には「Live Tour 2011 "miracle fruit"」の先行予約案内を封入。本曲は、「STRAIGHT JET」は、TBS系アニメ『IS 〈インフィニット・ストラトス〉』のオープニングテーマに起用された。また、コナミデジタルエンタテインメントのアーケード用ゲーム『Dance Dance Revolution X3 VS 2ndMIX』に原曲が収録された。
2011年2月7日付のオリコン週間シングルチャートで16位を獲得。初動売上は0.7万枚であり、前作から約4000枚増加。また、シングルのトップ20入りは10枚目のシングル「Yell!」以来、約5年ぶり。
「STRAIGHT JET」は、栗林のベストアルバム『stories』制作の際に行われたファンの楽曲人気投票で1位を獲得。

## 収録曲
1. STRAIGHT JET [4:34] 
作詞：栗林みな実、作曲・編曲：菊田大介
  - TBS系アニメ『IS 〈インフィニット・ストラトス〉』・OVA『IS〈インフィニット・ストラトス〉アンコール 恋に焦がれる六重奏』オープニングテーマ
2. First Addiction [4:46] 
作詞：こだまさおり、作曲・編曲：佐伯高志
3. STRAIGHT JET (off vocal)
4. First Addiction (off vocal)